# Ренчленд № 66
Ренчленд № 66 (англ. Ranchland No. 66) — муніципальний район в Канаді, у провінції Альберта.

## Населення
За даними перепису 2016 року, муніципальний район нараховував 92 жителів, показавши зростання на 16,5%, порівняно з 2011-м роком. Середня густина населення становила 0 осіб/км².
З офіційних мов обидвома одночасно не володів жоден з жителів, тільки англійською — 90..
Працездатне населення становило 70% усього населення, рівень безробіття — 14,3% (0% серед чоловіків та 40% серед жінок). 50% були найманими працівниками, 57,1% — самозайнятими.
45% мешканців мали закінчену шкільну освіту, не мали закінченої шкільної освіти — 15%, 35% мали післяшкільну освіту.
| Статево-вікова структура населення | Статево-вікова структура населення | Статево-вікова структура населення | Статево-вікова структура населення | Статево-вікова структура населення |
| ---------------------------------- | ---------------------------------- | ---------------------------------- | ---------------------------------- | ---------------------------------- |
|                                    |                                    |                                    |                                    |                                    |
| Всього                             | Всього                             | 52,6%47,4%                         |                                    |                                    |
| 0 — 14 років                       | 0 — 14 років                       |                                    | 11,8%                              | 11,8%                              |
| 15 — 64 років                      | 15 — 64 років                      |                                    | 76,5%                              | 76,5%                              |
| 65 і більше                        | 65 і більше                        |                                    | 11,8%                              | 11,8%                              |
| Середній вік (років)               | Середній вік (років)               | 38,540,6                           | 39,5                               | 39,5                               |
| Медіана (років)                    | Медіана (років)                    | 39,540,5                           | 40,0                               | 40,0                               |
| — чоловіки — жінки                 |                                    |                                    |                                    |                                    |

| Походження мешканців:     | Походження мешканців:     | Походження мешканців: | Походження мешканців: | Походження мешканців: |
| ------------------------- | ------------------------- | --------------------- | --------------------- | --------------------- |
| Походження                |                           |                       | осіб                  | %                     |
| Корінні американці        | Корінні американці        |                       | 0                     | 0%                    |
| Інше північноамериканське | Інше північноамериканське |                       | 65                    | 54.17%                |
| Європейське               | Європейське               |                       | 95                    | 79.17%                |
| британське                | британське                |                       | 85                    | 70.83%                |
| французьке                | французьке                |                       | 10                    | 8.33%                 |

| Зайнятість населення за галузями (за класифікацією NOC): | Зайнятість населення за галузями (за класифікацією NOC): | Зайнятість населення за галузями (за класифікацією NOC): | Зайнятість населення за галузями (за класифікацією NOC): | Зайнятість населення за галузями (за класифікацією NOC): |
| -------------------------------------------------------- | -------------------------------------------------------- | -------------------------------------------------------- | -------------------------------------------------------- | -------------------------------------------------------- |
|                                                          |                                                          |                                                          |                                                          |                                                          |
| Управління                                               | Управління                                               |                                                          | 33,3%                                                    | 33,3%                                                    |
| Освіта, правозахист, муніципальні та урядові служби      | Освіта, правозахист, муніципальні та урядові служби      |                                                          | 13,3%                                                    | 13,3%                                                    |
| Роздрібна торгівля та послуги                            | Роздрібна торгівля та послуги                            |                                                          | 20%                                                      | 20%                                                      |
| Гуртова торгівля, транспорт та обладнання                | Гуртова торгівля, транспорт та обладнання                |                                                          | 13,3%                                                    | 13,3%                                                    |
| Природні ресурси, сільське господарство                  | Природні ресурси, сільське господарство                  |                                                          | 20%                                                      | 20%                                                      |

## Населені пункти
До складу муніципального району входить містечко Банфф, а також хутори, інші малі населені пункти та розосереджені поселення.

## Клімат
Середня річна температура становить 4,6°C, середня максимальна – 22,3°C, а середня мінімальна – -15,5°C. Середня річна кількість опадів – 445 мм.
| Клімат поселення                              | Клімат поселення | Клімат поселення | Клімат поселення | Клімат поселення | Клімат поселення | Клімат поселення | Клімат поселення | Клімат поселення | Клімат поселення | Клімат поселення | Клімат поселення | Клімат поселення | Клімат поселення |
| Показник                                      | Січ.             | Лют.             | Бер.             | Квіт.            | Трав.            | Черв.            | Лип.             | Серп.            | Вер.             | Жовт.            | Лист.            | Груд.            |                  |
| Середній максимум, °C                         | −1,85            | 1,20             | 5,61             | 11,62            | 16,95            | 20,93            | 22,29            | 22,22            | 17,05            | 11,72            | 3,58             | −1,13            |                  |
| Середня температура, °C                       | −8,69            | −5,64            | −1,23            | 4,78             | 10,11            | 14,09            | 16,52            | 16,46            | 11,28            | 5,96             | −2,17            | −6,89            |                  |
| Середній мінімум, °C                          | −15,52           | −12,46           | −8,06            | −2,04            | 3,27             | 7,27             | 10,76            | 10,70            | 5,53             | 0,19             | −7,94            | −12,65           |                  |
| Норма опадів, мм                              | 15               | 17               | 25               | 31               | 63               | 93               | 53               | 50               | 45               | 19               | 19               | 15               |                  |
| Середньомісячна швидкість вітру, м/с          | 4.00             | 3.60             | 4.00             | 4.10             | 4.00             | 3.70             | 3.38             | 3.20             | 3.50             | 3.85             | 4.00             | 3.82             |                  |
| Середньомісячна сонячна радіація, кДж/м²·день | 4150             | 7528             | 12768            | 17183            | 20672            | 22015            | 23478            | 20020            | 14137            | 8513             | 4425             | 3212             |                  |
| --------------------------------------------- | ---------------- | ---------------- | ---------------- | ---------------- | ---------------- | ---------------- | ---------------- | ---------------- | ---------------- | ---------------- | ---------------- | ---------------- | ---------------- |
| Джерело:                                      |                  |                  |                  |                  |                  |                  |                  |                  |                  |                  |                  |                  |                  |